# Надинівська сільська рада
На́динівська сільська́ ра́да — адміністративно-територіальна одиниця та орган місцевого самоврядування в Козелецькому районі Чернігівської області. Адміністративний центр — село Надинівка.

## Загальні відомості
- Населення ради: 428 осіб (станом на 2001 рік)

## Населені пункти
Сільській раді підпорядковані населені пункти:
- с. Надинівка
- с. Копачів

## Склад ради
Рада складається з 12 депутатів та голови.
- Голова ради: Кузьменко Ганна Василівна
- Секретар ради: Мельник Ніна Петрівна

### Керівний склад попередніх скликань
| Прізвище, ім'я, по батькові | Основні відомості                                                               | Дата обрання | Дата звільнення |
| --------------------------- | ------------------------------------------------------------------------------- | ------------ | --------------- |
| Дець Ганна Іванівна         | Сільський голова, 1956 року народження, член Народної партії                    | 26.03.2006   | 31.10.2010      |
| Кузьменко Ганна Василівна   | Сільський голова, 1968 року народження, освіта середня спеціальна, позапартійна | 31.10.2010   |                 |

Примітка: таблиця складена за даними сайту Верховної Ради України

### Депутати
За результатами місцевих виборів 2010 року депутатами ради стали:

#### За суб'єктами висування
| Суб'єкт висування                                       | Кількість обраних депутатів | %  |
| ------------------------------------------------------- | --------------------------- | -- |
| Самовисування                                           | 6                           | 50 |
| Партія регіонів                                         | 3                           | 25 |
| Політична партія Всеукраїнське об'єднання «Батьківщина» | 3                           | 25 |

#### За округами
| № округу                                                | Прізвище, ім'я, по батькові       | Дата визнання обраним | Освіта             | Партійна приналежність                        | Відомості про обраного депутата           |
| ------------------------------------------------------- | --------------------------------- | --------------------- | ------------------ | --------------------------------------------- | ----------------------------------------- |
| Партія регіонів                                         |                                   |                       |                    |                                               |                                           |
| 9                                                       | Дарнопих Ніна Миколаївна          | 01.11.2010            | середня спеціальна | член Партії регіонів                          | відділ зв'язку, начальник                 |
| 10                                                      | Мусаєва Ніна Миколаївна           | 01.11.2010            | середня спеціальна | член Партії регіонів                          | тимчасово не працює                       |
| 12                                                      | Красник Володимир Миколайович     | 01.11.2010            | середня            | член Партії регіонів                          | тимчасово не працює                       |
| Політична партія Всеукраїнське об'єднання «Батьківщина» |                                   |                       |                    |                                               |                                           |
| 2                                                       | Садовенко Валентина Іванівна      | 01.11.2010            | середня            | член Всеукраїнського об'єднання «Батьківщина» | база відпочинку, охоронець                |
| 3                                                       | Дарнопих Василь Петрович          | 01.11.2010            | середня            | член Всеукраїнського об'єднання «Батьківщина» | тимчасово не працює                       |
| 8                                                       | Дарнопих Ніна Олексіївна          | 01.11.2010            | середня            | член Всеукраїнського об'єднання «Батьківщина» | фельдшерсько-акушерський пункт, санітарка |
| Самовисування                                           |                                   |                       |                    |                                               |                                           |
| 1                                                       | Мельник Ніна Петрівна             | 01.11.2010            | вища               | позапартійна                                  | Надинівська сільська рада, секретар       |
| 4                                                       | Кузьменко Станіслав Олександрович | 01.11.2010            | вища               | позапартійний                                 | пенсіонер                                 |
| 5                                                       | Грищенко Віталій Миколайович      | 01.11.2010            | середня            | позапартійний                                 | пенсіонер                                 |
| 6                                                       | Садовенко Ніна Володимирівна      | 01.11.2010            | вища               | позапартійна                                  | загальноосвітня школа, вчитель            |
| 7                                                       | Садовенко Олександр Олексійович   | 01.11.2010            | середня            | позапартійний                                 | пенсіонер                                 |
| 11                                                      | Садовенко Микола Михайлович       | 01.11.2010            | середня            | позапартійний                                 | пенсіонер                                 |